# Định Quán (xã)
Định Quán là xã của tỉnh Đồng Nai, Việt Nam.
Thị trấn Định Quán có diện tích 9,95 km², dân số năm 2018 là 30.840 người, mật độ dân số đạt 3.100 người/km².
Đây là trung tâm văn hóa, kinh tế, chính trị của huyện Định Quán, đồng thời là một trong những thị trấn có dân số đông nhất ở tỉnh Đồng Nai, một trong những nơi phát triển nhất của vùng miền núi Đồng Nai.

## Hành chính
Thị trấn Định Quán được chia thành 9 khu phố: 114, Hiệp Đồng, Hiệp Lợi, Hiệp Lực, Hiệp Nghĩa, Hiệp Nhất, Hiệp Quyết, Hiệp Tâm 1, Hiệp Tâm 2, Hiệp Thương, Hiệp Cường, Hiệp Thuận.